# Sonoita lightfooti
Espèce
Sonoita lightfooti est une espèce d'araignées aranéomorphes de la famille des Salticidae.

## Distribution
Cette espèce se rencontre en Afrique du Sud, au Zimbabwe, au Mozambique, en Éthiopie et en Côte d'Ivoire.
Sa présence est incertaine en Inde.

## Description
Le mâle holotype mesure 5 mm.
Le mâle décrit par Wanless en 1985 mesure 4,5 mm et la femelle 5,6 mm.

## Systématique et taxinomie
Cette espèce a été décrite par Peckham et Peckham en 1903.

## Étymologie
Cette espèce est nommée en l'honneur de Robert Mark Lightfoot (1864-1921).

## Publication originale
- Peckham & Peckham, 1903 : « New species of the family Attidae from South Africa, with notes on the distribution of the genera found in the Ethiopian region. » Transactions of the Wisconsin Academy of Sciences, Arts, and Letters, vol. 14, p. 173-278 (texte intégral).